# Slipknot
A Slipknot egy kilenctagú amerikai metalegyüttes, az iowai Des Moines-ból. Valódi nevük mellett mindegyikük visel egy számot nullától nyolcig. Rajongóikat maggotoknak, azaz magyarul férgeknek hívják.
Napjaink egyik legsikeresebb metalegyüttese, a maguk szélsőséges zenei stílusával és brutális színpadi teljesítményükkel. Albumaik és videófelvételeik az Egyesült Államokban a RIAA eladási listáin többszörös platina minősítést, de a Billboard eladási listáin is gyakran előkelő helyezéseket értek el. 2016-ig mind az öt albumukról jelöltek, összesen tíz dalt a Grammy-díj a legjobb metalteljesítményért  vagy a legjobb hard rock teljesítményért vagy a legjobb rockalbum kategóriában. Ezek a számok az első három helyre kerültek és egyet meg is nyertek. Kiadványaikból összességében több mint 30 millió példányt értékesítettek.
A zenekar szintén jól ismert sajátos megjelenéséről: a tagok egyforma egyenruhát viselnek (amely legtöbbször vegyvédelmi overallokra hasonlít), melyen nemzetközi vonalkódok, emblémák, karszalagok is találhatók (az utóbbiért nácizmussal is vádolták őket, amit a zenekar visszautasít). Ezeken kívül mindegyik tag rendelkezik egy saját készítésű, egyéni stílusú maszkkal, amely saját bevallásuk szerint belső érzésvilágukat fejezi ki. Ezek a maszkok legtöbbször gumiból készültek, de volt már rá példa, hogy fáslit viselt az egyik tag. Hosszas megfontolás után a zenekar úgy döntött, hogy a maszkjaikat a rajongókhoz is eljuttatják. A hivatalos honlapjukon és az általuk kialakított üzletekben megvásárolhatók.
A zenekar 1995-ben alakult. A korai években rengeteg tagcsere történt, s több anyagot is készítettek, mire a Roadrunner Records kiadóhoz kerültek, ahol 1999-ben jelent meg debütáló albumuk, a Slipknot. A turnét követően azonnal munkához láttak, és 2001-ben kiadták az Iowa albumot. Ezután következett az első, egy évig tartó feloszlásuk, majd megcsinálták a 2004-ben megjelent Vol. 3 (The Subliminal Verses) albumot. Több korábbi jelölés után 2006-ban Grammy-díjat nyertek. Az ezt követő második feloszlásukat az All Hope Is Gone album követte 2008-ban. A zenekar 2011 nyarától 2014-ig Donnie Steele alapító taggal kiegészülve turnézik Paul Gray volt basszusgitáros 2010-es halála után. Az első 2015-ös megjelenési tervek helyett a zenekar új albuma, a .5: The Gray Chapter 2014 októberében jelent meg.
Ezután 2019-ben hallhattunk újabb stúdiómunkát tőlük, ami nem is más mint a 6. "We Are Not Your Kind" című lemezük.

## Történet

### A kezdetek (1995–1998)
A Slipknotot 1995 szeptemberében alapította Anders Colsefini, Shawn Crahan és Paul Gray, kiegészülve Donnie Steele és Quan Nong gitárosokkal. Ők már 1993-ban is zenekart szerettek volna alapítani, de Shawnnak túl sok elfoglaltsága volt hegesztői munkája miatt, viszont 1995-ben mégis sikerült megoldaniuk. Ekkor még The Pale Ones volt a zenekar neve. Quan pár próba után kilépett, mivel zenei stílusa inkább saját bevallása szerint az alternatív zene és a punk volt, így a megmaradt tagok tovább folytatták Meld néven.
Nem sokkal ez után Paul meghívta Joey Jordisont a zenekarba, aki utána egy próba megtekintése után el is fogadta a felkérést. A próbatermük nem volt a legkellemesebb, Andersék régi, lerobbant pincéjében kellett próbálniuk. 1995. december 4-én volt az első koncertjük Des Moines-ben a Crowbar nevű helyen. Ez a koncert után Joey ötlete alapján Slipknotra változtatták a zenekar nevét, ami igazából az első számuk címe volt. Ebben az évben még decemberben elkezdték az első anyagukat felvenni az SR Audio keretein belül Des Moines-ben. Joey és Shawn sokat tárgyalt a zenekarral kapcsolatban, többek között azt döntötték el, hogy még egy gitáros kell a tökéletes hangzás eléréséhez, így bevették Josh Brainardot. 1996 februárjában viszont Donnie Steele gitáros életében nagy változás történt: mélyen vallásossá vált, így kénytelen volt elhagynia a Slipknotot. Helyére a projekt mixelése közben Craig Jonest vették be, de nem sokáig volt így, mivel Craig leginkább gépekkel szeretett volna foglalkozni, ezért a sokszínűbb hangzás érdekében őt áttették a sampler posztra és helyére Mick Thomson került. A hosszú mixelési idő után végül 1996. október 31-én, halloween napján kiadták az Mate. Feed. Kill. Repeat. albumot, akkor hat tagja volt a zenekarnak.
A demó elosztása a zenekarra és Sean McMahon producerre jutott mielőtt átadták volna a forgalmazó cégnek 1997 elején. A zenekar rájött, hogy több dallamot kéne az énekbe vinni. Ez eredményeképpen a Stone Sour által a zenekar megismerkedett Corey Taylorral, aki szerintük a környék legjobb énekese volt akkor. Így néhány tag meglátogatta munkahelyén és kisebb fenyegetésekkel ösztönözte a tagsághoz. Végül el is fogadta az ajánlatot, így Anders háttérénekes és perkás lett. Ám Andersnek ez nem volt elegendő, így pár hónappal Corey bevétele után távozott a zenekarból. Közösen még ebben az évben kezdték el készíteni a Crowz albumot. A perkás posztra bekerült Greg Welts "Cuddles", aki lustasága miatt elég hamar kikerült a zenekarból. Majd őt Brandon Darner követte, bár ő csak egy koncert erejéig volt tag. Utána eljutottak Chris Fehnhez, aki 2019-ben kilépett. A Crowz albumot viszont nem adták ki hivatalosan, csak a közeli ismerőseikkel osztották meg. Sokat gondolkoztak azon, hogy DJ-t is kéne bevenni, de sokáig nem találtak megfelelő embert rá. Végül 1998-ban eljutottak Sid Wilsonhoz, aki a Dotfesten ismerte meg a zenekart, és utána nem sokkal bevették DJ-nek. Ő szintén tagja a zenekarnak még ma is.

### ASlipknotalbum (1998–2000)
1998 júniusában a Slipknot kapott a Roadrunner Recordstól egy 500 000 dollár értékű hétalbumos megállapodást, ezt alá is írták július 8-án. Szeptemberben elutaztak Malibu városába és meg is kezdték a munkálatokat az első debütáló albumukon. A felvételek elkészülte után viszont Josh Brainard távozott a zenekarból, helyére Jim Root került. A bemutatkozó album, a Slipknot 1999. június 29-én jelent meg. Ezt követően felvették az első házi videófelvételüket, a Welcome To Our Neighborhoodot. Az album kiadása előtt és után nagyobb turnéik voltak és az Ozzfesten is megfordultak 1999-ben. Két videóklipet készítettek az albumról: a Spit it Outot és a Wait and Bleedet. (A Wait and Bleed című számot 2001-ben Grammy-díjra jelölték, de nem nyerte meg) 2000 elején a Slipknot album elérte a platinalemez minősítést.

### AzIowaalbum és a szünet (2001–2003)
A turné után azonnal nekiálltak a dühös, kegyetlen és a megszokottnál is durvább Iowa albumot megírni és felvenni Los Angeles városában. Ez 2001. augusztus 28-án jelent meg producer- és kiadóváltozás nélkül. Mindössze fél év alatt elkészítették és összerakták, viszont így is nagy sikereket ért el. Az Egyesült Államokban a Billboard-listán harmadik, a brit listán első helyezést ért el az album. Három kislemez készült az albumról: "The Heretic Anthem", "Left Behind" és "My Plague". Az album kiadását szintén turnézás követte, így szinte szünet nélkül csak zenéltek. 2002-ben egy koncert-DVD megjelent, Disasterpieces néven, amiben az Iowa utáni turné részeként, Londonban játszott a zenekar. A Left Behindnak készítettek egy videóklipet 2002-ben, a My Plague pedig filmzeneként kapott helyet A Kaptár című filmben. A folyamatos turnézás és zenélés megviselte a tagokat, így úgy döntöttek, hogy feloszlatják a Slipknotot. A tagok más projektekkel kezdtek el foglalkozni: Corey Taylor és Jim Root visszatért a Stone Sour zenekarba, Joey Jordison megalapította a Murderdollst, Shawn Crahan megalapította a To My Surprise együttest és Sid Wilson pedig szólókarriert kezdett DJ Starscream néven. A Slipknottal kapcsolatban nagy volt a bizonytalanság, úgy látszott a rajongóknak, hogy végleg feloszlik a Slipknot. Két Grammy-díjra jelölték őket, 2002-ben a Left Behind és 2003-ban a My Plague számokkal, de egyiket sem nyerték meg. 2003 novemberében a Welcome to Our Neighborhoodot újra kiadták, immár DVD-formátumban.

### AVol. 3 (The Subliminal Verses)album (2003–2007)
Ám 2003 végén jó hír követte hamarosan a feloszlást: ismét folytatódik a Slipknot, és stúdióba vonul. Elmentek a The Mansion felvevőstúdióba és elkezdték a munkálatokat az új albumon 2003 közepetájt. Az album producere már nem Ross Robinson maradt, hanem Rick Rubin lett. 2004 elején végeztek a felvételekkel és elkezdték a The Subliminal Verses World Tour névre hallgató turnéjukat. A Vol. 3 (The Subliminal Verses) névre hallgató album 2004. május 24-én lett kiadva és az album elérte a Billboard-albumlistán a második helyet. Ez lightosabb és dallamosabb volt az Iowa-nál, de többnyire ezt is pozitív kritikák érték. Az albumról hat kislemezt készítettek, ezek a "Duality", a "Vermilion", a "Vermilion, Pt. 2", a "Before I Forget", a "The Nameless", és a "The Blister Exists". Több turnéjuk volt az album kiadását követően és 2005-ben egy kétlemezes koncertalbummal lepték meg a rajongókat, amely a 9.0 Live névre hallgat. Ez a Billboard listáján a 17. helyet érte el. 2006-ban Before I Forget című számukkal Grammy-díjat nyertek el. Ezt az időszakot egy rövidebb szünet követte, a tagok visszatértek a Slipknot melletti zenei projektjeikhez.

### AzAll Hope Is Gonealbum, Paul Gray halála és a visszatérés (2007–2013)
2007-ben bejelentették a tagok, hogy új albumot terveznek készíteni, 2008-ban meg is jelent az All Hope is Gone névre hallgató stúdiólemez. A Psychosocial című dalhoz készítettek egy videóklipet, majd a dalt 2009-ben Grammy-díjra jelölték. Ezután több híres fesztiválon koncerteztek. 2010-ben a kezdettől bent lévő Paul Gray elhunyt, így ismét volt egy nagyobb szünete a zenekarnak, majd 2011-ben turnéra indultak.

### A.5: The Gray Chapter(2013-napjainkig)
2013-ban hat helyen léptek fel: Ozzfest 2013 (május), Download Festival 2013 (június 14.), Graspop Metal Meeting (június 29.), Rosklide Festival 2013 (július), Metaltown 2013 (július 5.), Monsters of Rock 2013 (október 19.).
James Root gitáros bejelentette, hogy kihagyja a Stone Sour 2014 januárjában kezdődő turnéját, hogy az új lemez megírására koncentráljon, helyére a turnén Christian Martucci került.
2013. december 12-én a Slipknot közleményt jelentetett meg a weboldalukon arról, hogy 18 év után személyes okok miatt megváltak Joey Jordison dobostól. Több információt még nem adtak meg a körülményekről. Az énekes Corey Taylor ezután nem sokkal nyilatkozta, hogy a készülő új albumon nem lesznek rajta Jordison dalötletei és a zenekar szándéka még 2014-ben kiadni az új lemezt. Később Joey Jordison is megszólalt a történtekkel kapcsolatban. Egyértelművé tette, hogy nem lépett ki a Slipknotból és sokkolta a hír, hogy megválnak útjaik. 2014 januárjának végén Corey Taylor azt nyilatkozta, hogy már vannak lehetséges jelöltek Joey Jordison utódjára, de még neveket nem mondott tiszteleti és jogi szempontok miatt.

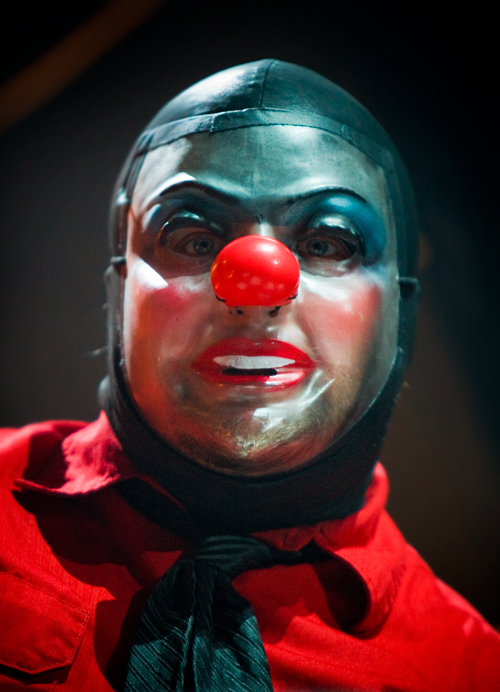
Shawn Crahan 2009-ben a híres bohócálarcában

2014. augusztus 1-jén a Slipknot megjelentette a "The Negative One" névre hallgató dalát, a weboldalra korábban több rövid klipet feltöltött, augusztus 5-én a videóklipje is látható lett, amit Shawn Crahan rendezett. A videóklipen a zenekar tagjai közül senki sem látható. Augusztus 24-én megjelent a The Devil In I című kislemeze a zenekarnak, továbbá az album neve, .5: The Gray Chapter és a számlistája is kiderült. A The Devil In I videóklipje szeptember 12-én jelent meg. Az album harmadik kislemeze, a Custer október 10-én jelent meg. A .5: The Gray Chapter-t végül 2014. október 17-én adta ki a Roadrunner Records, utána több turnéra indultak, köztük Magyarországon is felléptek 2015. február 5-én. A turnét a dobos Jay Weinberg és Alessandro Venturella segítette ki, akik nevét a zenekar nem akarta publikálni, de a The Devil In I videóklipje és a Slipknot egyik volt dobtechnikusa által feltöltött képe nyilvánvalóvá tette a rajongók számára. A két koncerttagot nem tekinti a zenekar teljes jogú tagnak.
A The Negative One dalt 2014-ben Grammy-díjra jelölték a legjobb metalteljesítményért kategóriában.
2018. október 31-én megjelentették videóklippel együtt új, All Out Life című dalukat.
A világ körüli turné és a hatodik nagylemez megjelenése előtt mindössze néhány hónappal, 2019 márciusában Chris Fehn beperelte többi zenésztársát, mivel állítása szerint a zenekar bizonyos tagjai rejtett cégeket alapítottak, amelyekbe olyan bevételek érkeztek, amelyre Fehn is jogosult lett volna. A nagy sajtóvisszhangot kapott hír megjelenése után néhány nappal, március 18-án a zenekar egy közleményben megvált az ikonikus maszkot viselő ütőhangszerestől, aki a debütáló lemez megjelenése óta tagja volt a zenekarnak. 2019. május 16-án megjelent egy újabb daluk, az Unsainted és közzétették az augusztus 9-én megjelenő We Are Not Your Kind címet viselő albumuk dallistáját és borítóját.

### A 6.:We Are Not Your Kind
A We Are Not Your Kind az együttes hatodik lemeze ami 2019. augusztus 9-én jelent meg. 2020 elején el is kezdődött a turné.

## Stílus

### Zenei stílus
A Slipknot zenéjére sok együttes volt hatással, például a KISS, a Black Sabbath, a Slayer, a Fear Factory, a Godflesh, a Skinny Puppy, a Neurosis, a Judas Priest, a Metallica, a White Zombie, a Led Zeppelin és a Beastie Boys. A legtöbb kritikus a nu metal műfajhoz kategorizálja a Slipknotot, de ők zeneileg elhatárolódnak a többi ismert nu metal zenekartól, például a Korntól és a Limp Bizkittől. Ők szimplán "metal metal"-nak hívják a műfajt, amit játszanak.
Zenei jellemzői a mélyre hangolt gitárok (leggyakrabban B F# B E G# C# (Drop B) a húrok hangolása a legmélyebbtől a legmagasabbig), a különböző samplereffektek, amelyre külön tagot vettek be, háttérdobok, háttérvokálok és gyakran lehet hallani lemezjátszószkreccseket. Az éneklés sokszínű, az üvöltött és a normál hangú éneklés gyakran váltja egymást, de nem ritkák az üvöltve rappelt részek.
A Slipknot zenei stílusa a viszonylag nagy időközönként kiadott albumokon változó. A legelső album, a Mate. Feed. Kill. Repeat. fő alkalmazott stílusai a groove metal, a death metal, a rap, a dzsessz és előfordul benne a diszkó műfaj egy-két eleme. Az ezt követő album, a Slipknot több M.F.K.R.-dalt dolgozott fel, de ezen a lemezen nem található meg a jazz és a diszkó műfaj, az együttes zenéje elhúzódott az alternatív metal irányába. A két évvel későbbi lemez, az Iowa sokkal súlyosabb és agresszívabb elődjénél, megtalálható benne a zenekar extrém metal iránya. A zenekar feloszlása utáni Vol. 3 (The Subliminal Verses) már alkalmazott lassúbb, líraibb, akusztikus elemeket, de többé-kevésbé megtartotta a metalos irányt, viszont érezhető volt a düh csökkenése. A négy évvel későbbi album, az All Hope Is Gone pedig alkalmazott groove metal elemeket, de ugyanúgy megtartotta az alternatív és nu metal hangzást, mint az elődje.
Corey Taylor nyilatkozata szerint az ötödik album az Iowa és a Vol. 3 (The Subliminal Verses) keveréke lesz, de új irányzatokat is alkalmaznak.

### Dalszerzői tevékenység
A Slipknot-dalok témája az albumok során rengeteget változott, de a leggyakrabban elővett témák a sötétség, a nihilizmus, a düh, az elégedetlenség, a szeretet, az embergyűlölet, a pszichózis, a zeneipar, a politika, személyes viszályok és a reflexió.

### Megjelenés
A zenekar nagyon ismert a figyelemfelkeltő megjelenéséről. A tagok egyforma egyenruhákat hordanak, amik színe és mintája gyakran változik. Minden tag rendelkezik és folyamatosan hord egy saját, egyéni stílusú maszkot. Ezek hordása Shawn Crahan ötlete volt, amikor egy próbára híres bohócálarcában ment el. Az ötletet a tagok elfogadták és 1997 végén elhatározták, hogy minden tagnak viselnie kell az egyenruhákat és a saját készítésű maszkokat is. A tagok maszkjai leggyakrabban egy új stúdiólemez kiadásakor változnak, de vannak olyan tagok, akik gyakrabban változtatják a maszkjaikat mint például Sid Wilson. Ezek a maszkok általában témájukban, különlegességükben megmaradnak, csak apró változtatások történnek rajtuk.
Az általános maszkokon kívül két alkalommal speciális maszkokat is készítettek a tagok. Az első ilyen speciális maszkok az úgynevezett death maszkok, amiket a Vermilion dalhoz készítettek 2005-ben. Néhány koncerten ezeket a maszkokat hordták. Ezek a maszkok a saját arcukra lettek formázva, de nem átlátszóak. A második speciális maszkok a Psychosocial dal videóklipjéhez készültek. Ezek az úgynevezett "purgatóriumi maszkok" jóval nagyobbnak látszanak a tagok fejénél.
2012-ben készítettek egy iOS és Android alkalmazást Slipknot: Wear the Mask néven. Ez az alkalmazás felépíti a rajongók maszkját és jellemük alapján megmutatja, hogy ők milyen Slipknot-rajongók.

## Eredmények

### RIAA-eredmények
Ezek a statisztikák megtalálhatóak a RIAA online adatbázisán.
Albumok
- Slipknot (Self-Titled): Dupla platina (2001. február)
- Iowa: Platina (2002. október)
- Vol. 3 (The Subliminal Verses): Platina (2005. február)
- 9.0 Live: Aranylemez (2005. december)
- All Hope Is Gone: Platina (2010. augusztus)

Videóalbumok
- Welcome to Our Neighborhood: Platina (2000. február)
- Disasterpieces: Négyszeres platina (2005. november)
- Voliminal: Inside the Nine: Platina (2007. február)
- (sic)nesses: Platina (2010. november)

### Grammy-díjak és -jelölések
A Slipknot hét Grammy-díjra kapott jelölést, egyet pedig megnyert.
- Wait and Bleed – Grammy-díj a legjobb metalteljesítményért, 2001 (jelölés)[36]
- Left Behind – A legjobb heavy metal teljesítményért, 2002 (jelölés)[37]
- My Plague – A legjobb heavy metal teljesítményért, 2003 (jelölés)[38]
- Duality – A legjobb hard rock teljesítményért, 2005 (jelölés)[39]
- Vermilion – A legjobb heavy metal teljesítményért, 2005 (jelölés)[39]
- Before I Forget – A legjobb heavy metal teljesítményért, 2006 (nyertes)[1]
- Psychosocial – A legjobb heavy metal teljesítményért, 2009 (jelölés)[40]
- The Negative One – legjobb heavy metal teljesítményért, 2014 (jelölés)[32]

## Tagok

### Jelenlegi tagok
- (#0) Sid Wilson – lemezlovas (1998 óta)
- (#4) James Root – gitár (1999 óta)
- (#5) Craig Jones – sampler, effektek (1996 óta)
- (#6) Shawn Crahan – ütőhangszerek, vokál (1995 óta)
- (#7) Mick Thomson – gitár (1996 óta)
- (#8) Corey Taylor – ének (1997 óta)
- (# ) Alessandro Venturella – basszusgitár (2014 óta)
- (# ) Michael Pfaff – ütőhangszerek, vokál (2019 óta)
- (# ) Eloy Casagrande – dob (2024 óta)

### Korábbi tagok
- Quan Nong – gitár (1995–1995)
- Anders Colsefini – ének, ütőhangszerek (1995–1997)
- (#3) Greg Welts 'Cuddles' – ütőhangszerek (1997–1998)
- (#3) Brandon Darner – ütőhangszerek (1998–1998)
- (#4) Josh Brainard – gitár (1996–1999)
- (#3) Chris Fehn – ütőhangszerek, vokál (1997-2019)
- (#2) Paul Gray – basszusgitár (1995–2010)
- (#1) Joey Jordison – dobok (1995–2013)
- (# ) Jay Weinberg – dobok (2014-2023)

### Koncerttagok
- (#9) Donnie Steele – gitár (1995–1996), basszusgitár (2011–2014)

## Diszkográfia

### Albumok
- Slipknot (1999)
- Iowa (2001)
- Vol. 3 (The Subliminal Verses) (2004)
- All Hope Is Gone (2008)
- .5: The Gray Chapter (2014)
- We Are Not Your Kind (2019)
- The End, So Far (2022)

### Koncertlemezek
- 9.0 Live (2005)
- Day of the Gusano: Live in Mexico (2017)

### DVD-k / VHS-ek
- Welcome To Our Neighborhood (1999)
- Disasterpieces (2002)
- Voliminal: Inside The Nine (2006)
- (sic)nesses (2010)
- Day of the Gusano: Live in Mexico (2017)

### Demo albumok
- Mate. Feed. Kill. Repeat. (1996)

### Kislemezek
- Wait and Bleed (1999)
- Spit it Out (1999)
- Left Behind (2001)
- My Plague (2002)
- Duality (2004)
- Vermilion (2004)
- Before I Forget (2005)
- The Nameless (2005)
- The Blister Exists (2007)
- All Hope Is Gone (2008)
- Psychosocial (2008)
- Dead Memories (2008)
- Sulfur (2009)
- Snuff (2009)
- The Negative One (2014)
- The Devil In I (2014)
- Custer (2014)
- All Out Life (2018)
- Unsainted (2019)
- Solway Firth (2019)
- The Chapeltown Rag (2021)
- The Dying Song (Time To Sing) (2022)
- Yen (2022)

### Válogatásalbum
- Antennas to Hell (2012)

### Kiadatlan lemezek
- Crowz (1997)
- Slipknot Demo (1998)

## Turnék
| - World Domination Tour (1999–2000) - Ozzfest (1999) - Livin la Vida Loco (1999) - Tattoo the Earth (2000) - Iowa World Tour (2001–2002) | - The Subliminal Verses World Tour (2004–2005) - All Hope Is Gone World Tour (2008–2009) - Memorial World Tour (2011) - Knotfest (2012) - Prepare for Hell Tour (2014–napjainkig) |  |

## Fordítás
- Ez a szócikk részben vagy egészben a Slipknot_(band) című angol Wikipédia-szócikk ezen változatának fordításán alapul.  Az eredeti cikk szerkesztőit annak laptörténete sorolja fel. Ez a jelzés csupán a megfogalmazás eredetét és a szerzői jogokat jelzi, nem szolgál a cikkben szereplő információk forrásmegjelöléseként.